# محمد خير الحلواني
محمد خير بن عمر الحلواني (1933 - 1987). كاتب وأديب ونحوي سوري من مدينة حلب، وهو من الدعاة إلى تبسيط قواعد اللغة العربية، له الكثير من المؤلفات اللغوية والنحوية، من أشهرها «الواضح في النحو والصرف» و«أصول النحو العربي».

## حياته
ولِدَ محمد خير بن عمر في مدينة حلب في سنة 1933، ونشأ في مسقط رأسه وتلقَّى تعليمه الأولي هناك، التحق بجامعة دمشق وتخرَّج من كليَّة الآداب، انتقل إلى مصر وحصل على شهادة الدكتوراه في الأدب العربي من جامعة عين شمس، وكان موضوع رسالته «الاحتجاج وأصوله في النحو والعربي». عاد إلى سوريا وعمل بعد ذلك في تدريس الأدب العربي بجامعة حلب وثانوياتها، ثُمَّ درَّس الأدب والبلاغة في جامعة تشرين باللاذقية، وتولى عمادة كلية الآداب ورئاسة قسم اللغة العربية فيها، درَّس بعد ذلك في عدد من الجامعات في المغرب والإمارات العربية المتحدة.
له الكثير من الكتب المنشورة، وكتب العديد من الدراسات الأدبية واللغوية في الدوريات والمجلات العلمية مثل: مجلة العربي، الآداب، الأديب، المعرفة، حضارة الإسلام، الجندي.

## منشوراته
كُتب من تأليفه:
| - «أصول النحو العربي». - «سحيم عبد بني الحسحاس» (يُعنَون كذلك «سحيم شاعر الغزل والصبوة»). - «المُختار من أبواب النحو». - «المغني الجديد في علم الصرف». - «الواضح في علم الصرف». - «المفصل في تاريخ النحو والعربي». | - «العرب وأدب اليونان». - «المنهل في علوم العربية». - «المنجد في الإعراب والبلاغة والإملاء» (بالاشتراك مع بدر الدين الحاضري). - «الخلاف النحوي بين البصريين والكوفيين». - «المفيد في دراسة الأدب الحديث». - «المعين في الأدب العربي الحديث». - «النحو الميسر» (وهو آخر ما ألفه). |

تحقيق:
- تحقيق كتاب: «لامية العرب» لأبي البقاء العكبري.
- تحقيق كتاب: «مسائل خلافية» لأبي البقاء العكبري.